# Symfonie nr. 5 (Bruckner)
Symfonie nr. 5 in bes is een compositie van de Oostenrijkse componist Anton Bruckner.

## Ontstaan
Het zat Bruckner niet mee om zijn werken aan de man te brengen. Zijn symfonieën werden onspeelbaar en structuurloos geacht. Nadat hij van zijn voorgaande drie symfonieën nieuwe versies had gemaakt, was Bruckner in het geval van zijn Vijfde zo zeker van de vormgeving, dat hij het werk niet naderhand ingrijpend bewerkte. Bruckner componeerde de symfonie in 1875-76. Weliswaar heeft hij in 1877-1878 nog aan de voltooide partituur verder gewerkt, maar dat betrof kleine correcties die hij direct in de originele autograaf heeft ingebracht. De tempi werden in sommige delen aangepast naar een overwegend langzamer en gedragener tempo en er werd meer koperwerk toegevoegd. Daarna verdween de partituur voor lange tijd in de lade. Om onbekende redenen heeft Bruckner niet getracht om het werk uitgevoerd te krijgen. Maar mogelijk speelde de desastreus verlopen uitvoering van de derde symfonie in 1877 een rol.
Het is zijn enige symfonie die met een langzame introductie begint.
De Vijfde Symfonie werd wel aangeduid als “Phantastische”, ‘’geloofssymfonie’’ of “Fugensymfonie”, maar die bijnamen zijn volledig in onbruik geraakt. Er wordt wel gedacht dat de Vijfde een symfonische verklanking was van een requiem dat Bruckner in 1875 had willen componeren. Dat werk bleef in enkele schetsen steken. Maar de verwijzingen in het tweede deel van de symfonie naar het requiem van Mozart ondersteunen de gedachte dat Bruckner een (nieuw) requiem had willen schrijven (in 1849 had hij er al een gecomponeerd).
Bruckner droeg het de Vijfde Symfonie op aan de Oostenrijkse minister van cultuur Karl, Ritter von Stremayr. Deze eer viel de minister te beurt omdat hij Bruckner in 1875 aan zijn aanstelling als lector aan de Weense Universiteit had geholpen.

## Delen
1. Introductio.Adagio-Allegro, mässig (in Bes)
2. Adagio: sehr langsam (in d)
3. Scherzo.molto vivace (schnell)-Trio.Im gleichen Tempo (in d)
4. Finale: Adagio-Allegro moderato (in Bes)

## Betekenis
De symfonie is de apotheose van de contrapunt en fugatische kunst, waarin Bruckner meester was. Door het hele werk heen zijn verwijzingen te vinden naar Mozarts Requiem, een werk dat Bruckner al vanaf zijn vroege jaren in Sankt Florian kende en adoreerde. Maar de fugatische finale is een hommage aan de finale van Mozarts Jupitersymfonie. Het werk heeft ook nog meer dan zijn andere symfonieën een hechte thematische samenhang. De machtige dubbelfuga in de finale is onovertroffen en het slotkoraal is van een bovenaardse kracht. Bruckner was zo overtuigd van zijn schepping dat hij het aan niemand ter beoordeling voorlegde. Zijn dramatische ervaring met de première van de derde in 1876 zal ook een rol hebben gespeeld. Het contrapuntische meesterwerk verdween in de lade. Zestien jaar na dato (1894) heeft Franz Schalk voor de première in Graz een forse ingreep gedaan. Hij veranderde de instrumentatie tot een mengklank, zoals we die van Wagner kennen en schrapte in de finale 122 maten. Bruckner kon wegens ziekte de première in Graz niet bijwonen maar ontving op zijn ziekbed de felicitaties. Hij heeft niet geweten hoe gemankeerd het werk werd uitgevoerd. Hij zou het werk uiteindelijk nooit horen. De première door Hausegger in München van de door Robert Haas herstelde versie moest wachten tot 1935. Sindsdien is de versie van Haas, naar het originele handschrift van Bruckner, de enige nog gespeelde versie.

## Trivia
- Jack White gebruikte het hoofdthema uit het eerste deel ter inspiratie voor de aanstekelijke bas riff in het nummer Seven Nation Army.

Symfonie in f · Symfonie nr. 1 · Symfonie in d · Symfonie nr. 2 · Symfonie nr. 3 · Symfonie nr. 4 'Romantische' · Symfonie nr. 5 · Symfonie nr. 6 · Symfonie nr. 7 · Symfonie nr. 8 · Symfonie nr. 9